# Szymon Nehring
Szymon Nehring (ur. 29 września 1995 w Krakowie) – polski pianista, zwycięzca wielu konkursów pianistycznych (w tym jako pierwszy Polak XV Międzynarodowego Mistrzowskiego Konkursu im. Artura Rubinsteina w Tel-Awiwie) oraz finalista XVII Międzynarodowego Konkursu Pianistycznego im. Fryderyka Chopina w Warszawie .

## Życiorys

### Młodość i wykształcenie
Pochodzi z Małopolski. Interesował się muzyką od wczesnego dzieciństwa, dzięki staraniom jego dziadka, Krzysztofa Nehringa, który jest miłośnikiem muzyki poważnej. Jest synem krakowskiej homeopatki i pediatry Joanny Nehring. Mając pięć lat, rozpoczął naukę gry na fortepianie, po czym w 2003, jako ośmiolatek, zwyciężył w pierwszym międzynarodowym konkursie pianistycznym dla dzieci w Paryżu. Początkowo był uczniem Zespołu Szkół Muzycznych I stopnia im. Mieczysława Karłowicza w Krakowie (2002–2008), a następnie Państwowej Ogólnokształcącej Szkoły Muzycznej II stopnia im. Fryderyka Chopina w Krakowie (2008–2014), którą ukończył z wyróżnieniem, będąc w klasie fortepianu mgr Olgi Łazarskiej. W okresie (2006–2012) był stypendystą Krajowego Funduszu na rzecz Dzieci. Następnie studiował na Akademii Muzycznej im. Feliksa Nowowiejskiego w Bydgoszczy w klasie prof. Stefana Wojtasa oraz w okresie (2017–2019) na amerykańskim Uniwersytecie Yale w New Haven u pedagoga Borisa Bermana.
Od 2008 jest stypendystą Małopolskiej Fundacji Stypendialnej „Sapere Auso”, a od 2010 Fundacji „Pro Musica Bona” oraz stypendystą Ministerstwa Kultury i Dziedzictwa Narodowego. W 2015 został laureatem stypendium Krystiana Zimermana.

### Początki kariery
Brał udział w wielu konkursach i festiwalach dla dzieci, a następnie dla młodych pianistów, zdobywając na nich wiele nagród:
- I nagroda na „Steinway Klavierspiel Wettbewerb” w Hamburgu (listopad 2005)[14]
- II nagroda na XVIII Międzynarodowym Konkursie Bachowskim w Gorzowie Wielkopolskim (marzec 2006)[14]
- II nagroda i dwie nagrody specjalne na V Międzynarodowym Festiwalu Pianistycznym w Głubczycach (maj 2006)[14]
- II nagroda na Konkursie Pianistycznym im. Roberta Schumanna w Suwałkach (kwiecień 2007)[15]
- III nagroda na Konkursie im. Juliusza Zarębskiego w Łomiankach (czerwiec 2007)[15]
- II nagroda na IV Międzynarodowym Konkursie Chopinowskim dla Dzieci w Jeleniej Górze (2008)[16]
- nagroda Towarzystwa Chopinowskiego na VI Konkursie Pianistycznym Uczniów Szkół Muzycznych II stopnia (EPTA) w Berlinie[16]
- II nagroda w VI Konkursie Pianistycznym Uczniów Szkół Muzycznych II stopnia (EPTA) w Krakowie (kwiecień 2009)[16]
- laureat III Międzynarodowego Konkursu Pianistycznego im. Maurycego Moszkowskiego[16]
- I nagroda oraz nagroda za najlepsze wykonanie utworu kompozytora węgierskiego na III Międzynarodowym Konkursie Pianistycznym „Chopin + ...” w Budapeszcie (2010)[17]
- III nagroda na Międzynarodowym Konkursie dla Młodych Pianistów „Krok ku mistrzostwu” w Petersburgu (czerwiec 2011)[18]
- I nagroda oraz nagroda EMCY na XIII Międzynarodowym Konkursie Pianistycznym im. Fryderyka Chopina w Narwie (luty 2012)[18]
- II nagroda na Festiwalu Pianistycznym w Żychlinie (2013)
- II miejsce oraz nagroda specjalna na Międzynarodowym Konkursie Pianistycznym „Academy Award” w Rzymie (2014)
- I miejsce i 6 nagród specjalnych na III Międzynarodowym Konkursie Pianistycznym „Halina Czerny-Stefańska in memoriam” w Poznaniu (2014)[19]
- I nagroda na X Międzynarodowym Konkursie Młodych Pianistów Arthur Rubinstein in memoriam w Bydgoszczy (2014)[20]

Występował jako solista na wielu koncertach:
- z Orkiestrą Filharmonii Warmińsko-Mazurskiej wykonując Koncert fortepianowy a-moll op. 85 Johanna Nepomuka Hummla (2007)
- z Orkiestrą Symfoniczną Filharmonii Lwowskiej wykonując Koncert dla małych rąk op. 53 Feliksa Rybickiego (2008)
- z Orkiestrą Symfoniczną z Jeleniej Góry wykonując Koncert fortepianowy e-moll op. 11 Fryderyka Chopina (2008)
- z Orkiestrą Symfoniczną z Petersburga (2011)
- z Orkiestrą Symfoniczną z Tallinna (2012)
- z Orkiestrą Filharmonii Pomorskiej i Orkiestrą Filharmonii Bałtyckiej wykonując Koncert fortepianowy nr 2 c-moll, op. 11 Siergieja Rachmaninowa
- z Orkiestrą Filharmonii z Calgary[21]
- z Narodową Orkiestrą Estonii[21]

### Konkursy Chopinowskie w Warszawie

#### XVII edycja
W 2015 jako jedyny pianista z Polski dotarł do finału XVII Międzynarodowego Konkursu Pianistycznego im. Fryderyka Chopina w Warszawie. W kwietniu tegoż roku, podczas eliminacji, wykonał on w trwającym około 30 minut programie następujące utwory, grając na fortepianie marki Yamaha: Nokturn G-dur op. 37 nr 2, Etiudę F-dur op. 10 nr 8, Etiudę gis-moll op. 25 nr 6, Etiudę h-moll op. 25 nr 10, Mazurka D-dur op. 33 nr 3 i Fantazję f-moll op.49, kwalifikując się decyzją międzynarodowego jury do październikowego konkursu głównego.
W XVII Konkursie Chopinowskim wykonał on na fortepianie marki Steinway następujące utwory:
- I etap (5 października): Etiudę cis-moll op. 25 nr 7, Fantazję f-moll op. 49, Etiudę a-moll op. 25 nr 4 i Etiudę a-moll op. 25 nr 11
- II etap (11 października): Balladę g-moll op. 23, Walca As-dur op. 34 nr 1, Nokturn G-dur op. 37 nr 2, Barkarolę Fis-dur op. 60 i Poloneza fis-moll op. 44
- III etap (15 października): Etiudę As-dur op. 25 nr 1, Etiudę f-moll op. 25 nr 2, Etiudę F-dur op. 25 nr 3, Etiudę e-moll op. 25 nr 5, Etiudę gis-moll op. 25 nr 6, Etiudę Des-dur op. 25 nr 8, Etiudę Ges-dur op. 25 nr 9, Etiudę h-moll op. 25 nr 10, Etiudę c-moll op. 25 nr 12, Mazurki op. 33 i Sonatę b-moll op. 35
- finał (19 października): Koncert fortepianowy e-moll op. 11

21 października 2015 otrzymał wyróżnienie, a 22 października Nagrodę Publiczności. W 2016 Narodowy Instytut Fryderyka Chopina wydał z cyklu „Błękitna Seria” płytę z jego nagraniami konkursowymi.

#### XVIII edycja
Będąc zwycięzcą XV Międzynarodowego Mistrzowskiego Konkursu im. Artura Rubinsteina w Tel-Avivie skorzystał z przywileju regulaminowego i w 2021 zakwalifikował się do konkursu głównego XVIII Międzynarodowego Konkursu Pianistycznego im. Fryderyka Chopina w Warszawie bez udziału w eliminacjach.
W XVIII Konkursie Chopinowskim wykonał on na fortepianie marki Steinway o № 611479 następujące utwory:
- I etap (3 października): Nokturn Es-dur op. 55 nr 2, Etiudę As-dur op. 10 nr 10, Etiudę C-dur op. 10 nr 1 i Balladę f-moll op. 52
- II etap (9 października): Impromptu Ges-dur op. 51, Poloneza-Fantazję As-dur op. 61, Walca As-dur op. 64 nr 3 i Andante spianato i Poloneza Es-dur op. 22
- III etap (14 października): Nokturn E-dur op. 62 nr 2, Scherzo E-dur op. 54, Mazurki op. 56 i Sonatę h-moll op. 58

Decyzją międzynarodowego jury po III etapie nie zdołał awansować do przesłuchań finałowych.

### Rozwój kariery
W 2015 odbył trasę koncertową wraz z orkiestrą Jerzego Maksymiuka Santander Orchestra, występując w wielu polskich salach koncertowych oraz w 2016 wziął udział w jubileuszowej XX edycji Wielkanocnego Festiwalu Ludwiga van Beethovena w Warszawie. Zostając wyróżnionym w XVII Konkursie Chopinowskim otrzymał możliwość zaproszeń na koncerty i recitale do wielu krajów świata. 17 lipca 2016 w Żelazowej Woli koncertował w tradycyjnych recitalach chopinowskich w domu urodzenia Fryderyka Chopina. Ponadto brał udział w: 71. Festiwalu Chopinowskim w Dusznikach-Zdroju i 12. oraz 13. Międzynarodowym Festiwalu Muzycznym Chopin i jego Europa w Warszawie (2016, 2017). Warto dodać, że artyście przypadł zaszczyt otwarcia 14. edycji tego festiwalu, który rozpoczął się 9 sierpnia 2018 koncertem inauguracyjnym w Sali Moniuszki Teatru Wielkiego – Opery Narodowej w Warszawie. Wcześniej, w lipcu tegoż roku, pianista został zaproszony do udziału w XXIV Międzynarodowym Festiwalu Muzycznym im. Krystyny Jamroz w Busku-Zdroju.
Chętnie angażuje się również w akcje charytatywne. W połowie lutego 2016 wziął udział w Krakowie, w koncercie z cyklu Kocham, bo kocham na rzecz rehabilitacji chorego Marka Pacuły . Współdziałał m.in. z kompozytorem i dyrygentem Krzysztofem Pendereckim przy nagrywaniu płyt z innymi współtwórcami.
W maju 2017 zwyciężył w XV Międzynarodowym Mistrzowskim Konkursie Pianistycznym im. Artura Rubinsteina w Tel-Avivie, otrzymując m.in. złoty medal oraz nagrodę pieniężną w wysokości 40 000 dolarów. Ponadto jury tego konkursu przyznało mu także dwie nagrody publiczności (Yehuda i Dolinie Izrael), nagrodę Młodego Jury, a także nagrodę za najlepsze wykonanie utworu Chopina oraz Advance Studies Prize, dla pianisty do 22 roku życia. 1 października tegoż roku artysta został laureatem nagrody polskiego środowiska muzycznego o nazwie Koryfeusz Muzyki Polskiej, w kategorii „Osobowość Roku”. W listopadzie pianista został nominowany do międzynarodowej nagrody dla twórców muzyki klasycznej (ang. International Classic Music Awards (ICMA)) w kategorii koncerty za nagrania chopinowskie (odpowiednio Deutsche Grammophon i Dux). 18 stycznia 2018 został laureatem tej nagrody, której ceremonia wręczenia odbyła się 6 kwietnia w siedzibie Narodowej Orkiestry Symfonicznej Polskiego Radia (NOSPR) w Katowicach. W kwietniu tegoż roku pianista został ponadto uhonorowany w Bydgoszczy przez prezydenta Miasta Rafała Bruskiego i przewodniczącego Rady Miasta Zbigniewa Sobocińskiego tzw. „Laurem Andrzeja Szwalbego”, w mieście, w którym studiował na Akademii Muzycznej.
Poza muzyką Fryderyka Chopina wykonuje utwory innych kompozytorów, m.in.: Ludwiga van Beethovena, Siergieja Rachmaninowa czy Aleksandra Skriabina.

## Dyskografia
W październiku 2015 wydał nakładem wytwórni fonograficznej DUX swoją debiutancką płytę, zatytułowaną: Chopin, Szymanowski, Mykietyn , która została wyróżniona 21 kwietnia 2016 nagrodą Fryderyków 2016 w kategorii muzyki poważnej (Album Roku Recital Solowy) oraz innymi nagrodami magazynów muzycznych.
| Albumy | |              |                                     | |
| Rok    | Tytuł | Data wydania | Wydawca                             | Nagroda |
| 2015   | Chopin, Szymanowski, Mykietyn | 16.10.2015   | DUX                                 | Nagroda Muzyczna „Fryderyk” (2016), „Joker” nagroda magazynu „Crescendo”, „Supersonic” nagroda magazynu „Pizzicato” |
| 2016   | Chopin. 12 Etiud op. 25, Mazurki op. 33, Polonez fis-moll op. 44 | 28.06.2016   | Narodowy Instytut Fryderyka Chopina | |
| 2016   | Fryderyk Chopin. Piano Concertos | 25.11.2016   | DUX                                 | „Supersonic” nagroda magazynu „Pizzicato”, „Joker” nagroda magazynu „Crescendo”, Nominacja Fryderyk (2017)          |
| 2017   | Krzysztof Penderecki. Concerto doppio per violino, viola (violoncello) e orchestra (2012), Concerto per pianoforte ed orchestra Resurrection (2001–2002, rev. 2007), Concertino per tromba e orchestra (2015) | 7.03.2017    | DUX                                 | |
| 2018   | Chopin. Mazurki op. 33, Fantazja f-moll, Ballada g-moll | 30.10.2018   | Narodowy Instytut Fryderyka Chopina | |
| 2024   | Minimalist | 16.09.2024   | Ibs Classical                       | |
| 2024   | Chopin. Nocturnes, Ballade in A-flat major op. 47, Rondo, Polonaise-Fantasy op. 61 | 5.12.2024    | Narodowy Instytut Fryderyka Chopina | |